# دينيس هاردي
دينيس هاردي هو سياسي كندي، ولد في 27 يناير 1936 في سانت تيريز في كندا، وتوفي في 12 مايو 2016. حزبياً، نشط في حزب كيبيك الليبرالي.